# Perczel Béla (igazságügy-miniszter)
Bonyhádi Perczel Béla Ferenc Lajos (Börzsönypuszta, 1819. június 15. – Budapest, 1888. március 25.), Magyarország igazságügy-minisztere, a Magyar Királyi Kúria elnöke, szabadelvű párti politikus, valóságos belső titkos tanácsos, a főrendiház tagja, a képviselőház elnöke, az I. osztályú Vaskorona rend lovagja, jogász.

## Életpályája
A nemesi származású bonyhádi Perczel család sarja. Édesapja bonyhádi Perczel Sándor (1778–1861), nemesi felkelők gyalog századosa, földbirtokos, édesanyja kajdacsi Kajdacsy Erzsébet (1782–1836) volt. Apai nagyszülei bonyhádi Perczel Gábor (1736–1785), Tolna vármegye főszolgabírája és jobaházi Dőry Anna Rozália (1748–1820) voltak. Anyai nagyszülei kajdacsi Kajdacsy Ferenc (1733–1798), Tolna vármegye alispánja, követe, és cséfalvai Cséfalvay Judit voltak. Az egyik apai nagybátyja bonyhádi Perczel Ádám (1770–1833), Tolna vármegye 1809-dik inszurgens alezredese, földbirtokos. Perczel Béla egyik fivére bonyhádi lovag Perczel Mór (1811–1899) 1848–49-es honvédtábornok volt.
Jogi tanulmányai befejezése után a vármegye közigazgatásban tevékenykedett. 1845-től a szekszárdi járás főszolgabírója, 1848–49-ben Tolna vármegye alispánja volt. Az 1848–49. évi szabadságharc bukása után évekig visszavonultan élt a birtokán. 1860–61-ben helytartótanácsi tanácsos volt, majd 1865-től kezdve négy cikluson át országgyűlési képviselő (1878-ig) és táblai bíró lett 1869-ig. Ő volt 1869 és 1872 között a Deák-párt elnöke. 1870-ben a képviselőház alelnöke, 1874-ben elnöke lett. 1875. március 2-a és 1878. június 30-a között igazságügy-miniszter volt a Wenckheim-, majd a Tisza Kálmán-kormányban. Az ő nevéhez fűződik a Csemegi-féle büntetőtörvénykönyv, a Csemegi-kódex elfogadtatása. Miután lemondott, a Kúria semmítőszéki osztályának alelnöke, 1883-ban a Kúria másodelnöke, végül pedig 1884-ben az elnöke lett. 1886-tól haláláig a főrendiház tagja volt.

## Házassága és gyermekei
1845. május 29-én feleségül vette Zombán boronkai és nezettei Boronkay Elvira Karolina Kornélia Kasszandra (Rácalmás, 1827. február 15.–Budapest, 1894. október 23.) kisasszonyt, boronkai és nezettei Boronkay Miklós (1782–1861), földbirtokos és jeszenicei Jankovich Apollónia (1783–1835) lányát. Az apai nagyszülei boronkai és nezettei Boronkay Pál (1734–1808), földbirtokos, és szentgyörgyvölgyi Csupor Karolina voltak. Az anyai nagyszülei jeszenicei Jankovich Miklós (1723–1797), királyi tanácsos, jászkunkapitány, földbirtokos, és beniczi és micsinyei Beniczky Angéla (1743–1808) voltak. Perczel Béla és Boronkay Elvira házasságából öt fiú és egy lány született:
- bonyhádi Perczel Dezső Miklós József Emil (Szekszárd, 1848. január 18. – Bonyhád, 1913. május 18.),  Magyarország belügyminisztere, szabadelvű párti politikus. Neje: bonyhádi Perczel Julianna (Norwood, London, Anglia, 1852. november 27.–Budapest, 1911. március 29.), Perczel Mór és Sárközy Julianna egyik lánya.[4]
- bonyhádi Perczel Gizella Laura Apollónia Erzsébet (Bonyhád, 1846. március 2.–Budapest, 1915. október 6.).[5][6] Férje: Hegedüs Imre (1841–Bad Gleichenberg, 1886. július 11.), pénzügyminisztéri osztály tanácsos, a kassa-odebergi vasút felügyelő bizottsága tagja.[7]
- bonyhádi Perczel Aurél (Bonyhád, 1850. március 29.–Budapest, 1877. szeptember 26.),[8][9] Rákospalotán halt meg párbajban. Nőtlen.[10]
- bonyhádi Perczel Béla György Pál Ferenc (Bonyhád, 1851. október 4.–1917)[11] Neje: Sponar Amália.
- bonyhádi Perczel Dénes Pál Sándor Gábor (Bonyhád, 1853. szeptember 25.–Debrecen, 1933. december 25.), tábornok, Ferenc József-rend lovagja.[12] Neje remmingsheimi Hipp Flóra (Németpalánka, 1864. október 8. – Bonyhád, 1953. június 11.)
- bonyhádi Perczel Ferenc Sándor Félix Nobert (Bonyhád, 1856. november 5.–Budapest, 1914. január 21.), az OMGE igazgató tanácsának tagja, a Magyar Mezőgazdák Szövetsége vezérigazgatója.[13][14] Neje: leveldi Kozma Flóra (1863–Baracska, 1925. december 31.).[15]